# Tu vas me manquer
Singles de Maître Gims
Sans rétro
(2015) Je te pardonne
(18 mars 2016)
Tu vas me manquer est une chanson du rappeur français Maître Gims, extrait de l'album Mon cœur avait raison, sorti en 2015. La chanson est sortie le 22 décembre 2015 en tant que cinquième single de l'album.

## Classements et certifications

### Classements hebdomadaires
| Classement (2015-16)                    | Meilleure position |
| --------------------------------------- | ------------------ |
| Belgique (Wallonie Ultratop 50 Singles) | 28                 |
| France (SNEP)                           | 6                  |

### Certification
| Pays   | Organisme | Certification | Ventes  |
| ------ | --------- | ------------- | ------- |
| France | SNEP      | Platine       | 150 000 |